# Пенні-Фармс (Флорида)
Пенні-Фармс (англ. Penney Farms) — місто (англ. town) в США, в окрузі Клей штату Флорида. Населення — 821 особа (2020).

## Географія
Пенні-Фармс розташоване за координатами 29°58′49″ пн. ш. 81°48′39″ зх. д. / 29.98028° пн. ш. 81.81083° зх. д. (29.980278, -81.810732).  За даними Бюро перепису населення США в 2010 році місто мало площу 3,62 км², уся площа — суходіл.

## Демографія
Згідно з переписом 2010 року, у місті мешкало 749 осіб у 408 домогосподарствах у складі 190 родин. Густота населення становила 207 осіб/км².  Було 447 помешкань (123/км²).
Расовий склад населення:
| - 90,4 % — білих - 6,5 % — чорних або афроамериканців - 0,9 % — азіатів |

До двох чи більше рас належало 1,5 %. Частка іспаномовних становила 1,1 % від усіх жителів.
За віковим діапазоном населення розподілялося таким чином: 4,3 % — особи молодші 18 років, 14,5 % — особи у віці 18—64 років, 81,2 % — особи у віці 65 років та старші. Медіана віку мешканця становила 80,7 року. На 100 осіб жіночої статі у місті припадало 66,1 чоловіків;  на 100 жінок у віці від 18 років та старших — 63,3 чоловіків також старших 18 років.
Середній дохід на одне домашнє господарство  становив 43 214 долари США (медіана — 29 866), а середній дохід на одну сім'ю — 59 549 доларів (медіана — 51 667). За межею бідності перебувало 13,6 % осіб, у тому числі 100,0 % дітей у віці до 18 років та 5,4 % осіб у віці 65 років та старших.
Цивільне працевлаштоване населення становило 74 особи. Основні галузі зайнятості: публічна адміністрація — 14,9 %, науковці, спеціалісти, менеджери — 14,9 %, транспорт — 12,2 %, роздрібна торгівля — 12,2 %.